# Tiburon (Haïti)
Tiburon (Haïtiaans-Creools: Tibiwon) is een stad en gemeente in Haïti met 23.000 inwoners. De plaats ligt op de westelijke punt van het gelijknamige schiereiland Tiburon, 72 km ten noordwesten van de stad Les Cayes. De gemeente maakt deel uit van het arrondissement Chardonnières in het departement Sud.
Er wordt voornamelijk cacao verbouwd. Verder is er industriële verwerking van hout en koffie.

## Indeling
De gemeente bestaat uit de volgende sections communales:
| Nr. | Naam      | Km²   | Inw.2015 |
| --- | --------- | ----- | -------- |
| 1   | Blactote  | 28,72 | 10.876   |
| 2   | Nan Sevre | 41,70 | 2.597    |
| 3   | Loby      | 49,99 | 6.240    |
| 4   | Dalmette  | 26,80 | 3.566    |